# Carlos O'Donnell Vargas
Carlos Luis O'Donnell y Vargas (Madrid, 1868 - ?) fou un militar i polític espanyol, fill de Carlos O'Donnell y Alvarez de Abreu, duc de Tetuán. Va fer carrera militar i arribà a comandant d'infanteria. Va casar-se amb Blanca de Toro y Hoyos. Fou elegit diputat pel Partit Conservador pel districte de Llucena a les eleccions generals espanyoles de 1903.